# キアッドティフォーン・ウドム
キアッドティフォーン・ウドム（タイ語: เกียรติพล อุดม、2000年6月26日 - ）は、タイ王国のサッカー選手。ポジションはGK。
Jリーグでの登録名はキアッドティフォーンウドム。

## クラブ歴
バンコク・グラスFCの下部組織出身で2018年にトップチームに昇格した。同年にクラブはBGパトゥム・ユナイテッドFCへと改名した。そしてリザーブチームであるBGCに期限付き移籍をした。翌年にトップチームに復帰したが出場機会は無く、その後はタイ・リーグ2所属のクラブに期限付き移籍を繰り返した。
2024年1月27日にJ3リーグ・奈良クラブへの1年間の期限付き移籍がパトリック・グスタフソンとともに発表された。グスタフソンとはともにチエンマイFCでもプレーした仲である。しかし出場のないまま、同年8月5日にタイ・リーグ1のチェンライ・ユナイテッドFCに期限付き移籍するために退団が発表された。

## 代表歴
2021年10月15日にAFC U23アジアカップ2022予選でU-23代表初出場を記録した。その後、AFC U23アジアカップ2022本戦のメンバーにも選出された。

## 個人成績
| 国内大会個人成績 | 国内大会個人成績 | 国内大会個人成績 | 国内大会個人成績 | 国内大会個人成績 | 国内大会個人成績 | 国内大会個人成績 | 国内大会個人成績 | 国内大会個人成績 | 国内大会個人成績 | 国内大会個人成績 | 国内大会個人成績 |
| 年度             | クラブ           | 背番号           | リーグ           | リーグ戦         | リーグ戦         | リーグ杯         | リーグ杯         | オープン杯       | オープン杯       | 期間通算         | 期間通算         |
| 年度             | クラブ           | 背番号           | リーグ           | 出場             | 得点             | 出場             | 得点             | 出場             | 得点             | 出場             | 得点             |
| 日本             | 日本             | 日本             | 日本             | リーグ戦         | リーグ戦         | リーグ杯         | リーグ杯         | 天皇杯           | 天皇杯           | 期間通算         | 期間通算         |
| ---------------- | ---------------- | ---------------- | ---------------- | ---------------- | ---------------- | ---------------- | ---------------- | ---------------- | ---------------- | ---------------- | ---------------- |
| 2024             | 奈良             | 19               | J3               | 0                | 0                | 0                | 0                | 0                | 0                | 0                | 0                |
| 通算             | 日本             | 日本             | J3               | 0                | 0                | 0                | 0                | 0                | 0                | 0                | 0                |
| 総通算           | 総通算           | 総通算           | 総通算           | 0                | 0                | 0                | 0                | 0                | 0                | 0                | 0                |